# His Son (film 1911 Fahrney)
His Son è un cortometraggio muto del 1911 diretto da Milton J. Fahrney. Di genere  drammatico, prodotto dalla Reliance Film Company, il film aveva come interprete Henry B. Walthall.

## Trama
Ridotto alla fame, quando il negozio di alimentari gli rifiuta credito, un giovane padre di famiglia compie un furto. La moglie, indebolita dalle privazioni, muore. Lui viene arrestato e condannato al penitenziario. Il medico prende con sé il bambino che alleva come un figlio. Il giovane diventa anche lui medico e sposa la figlia del suo patrigno. Quando il padre esce dal carcere, è ormai un uomo anziano e spezzato. Riesce a trovare lavoro come maggiordomo, ma tiene segreta la sua identità per salvare il figlio dalla vergogna di avere un padre ex galeotto. I due si ritroveranno e riconosceranno davanti alla tomba della loro moglie e madre.

## Produzione
Il film fu prodotto dalla Reliance Film Company.

## Distribuzione
Distribuito dalla Motion Picture Distributors and Sales Company, il film - un cortometraggio di una bobina - uscì nelle sale cinematografiche degli Stati Uniti il 5 agosto 1911.